# Micronesian all around
Le Micronesian all around ou Micro all around est une discipline sportive consistant en la combinaison de plusieurs épreuves, caractéristiques de la Micronésie, et alliant vitesse, force et précision. La compétition comprend ordinairement cinq épreuves pour les hommes et quatre pour les femmes. Ce sont l’ascension de cocotier pour les hommes, le pelage de noix de coco pour les deux sexes, le curage de noix de coco pour les femmes, et pour les deux sexes la combinaison d'une course à pied et de la nage en surface et en apnée, le lancer de lance et la plongée en apnée à la recherche d'objets.
Cette discipline sportive, inventée pour la première édition des Jeux de la Micronésie en 1969, est pratiquée lors de compétitions locales et lors des Jeux de la Micronésie où elle est ouverte aux femmes à partir la troisième édition, en 1994.

## Historique et réception de la discipline sportive
Le micronesian all around est inventé par le mariannais Kurt Barnes, le marshallais Jack Helkena et le volontaire américain du Corps de la Paix et joueur professionnel de football américain Al Snyder pour la première édition des Jeux de la Micronésie en 1969,,, pour mettre en valeur des compétences considérées comme essentielles à la survie dans le Pacifique Sud — la montée de cocotier, le pelage de noix de coco, le jet de lance sur noix de coco, la pêche sous-marine, la natation et la plongée, — pour « représenter les liens traditionnels, historiques et culturels qui lient toutes les îles du Pacifique occidental ». 
Cette discipline sportive est de nouveau présente aux Jeux de la Micronésie à partir de 1990 et la renaissance de la compétition,,,,. Elle suscite l'attention des médias et l’enthousiasme officiel lors de l'édition de 1994 à Guam. Interviewé par le Washington Post, le gouverneur de Guam Joseph F. Ada annonce avoir expressément demandé l'inscription de cette discipline aux Jeux afin de redonner une véritable compétitivité culturelle à la Micronésie. D'après un organisateur de cette édition, le micronesian all around illustre le fait que nombre de compétences indigènes se sont érodées. Ainsi, Guam, malgré ses 140 000 habitants, n'a pu inscrire qu'un seul concurrent, issu de l'immigration, les hommes du pays ne voulant pas grimper aux arbres.
L'unicité de cette discipline sportive — les compétitions de montée de cocotier seules existent ailleurs Océanie — a conduit la chaîne de télévision ESPN à tenter à plusieurs reprises de couvrir l'évènement durant les Jeux de la Micronésie et notamment ceux de 2006 à Saipan aux Îles Mariannes du Nord où ils ont eu un grand succès populaire. Dans une déclaration en 2015, Kurt Barnes souhaite développer la pratique de ce sport aux Îles Mariannes du Nord, dont les athlètes n'ont jusqu'à présent jamais été médaillés, en proposant la création d'un programme sur la durée et l'organisation à Saipan d'une compétition annuelle, chapeautée par l'Association des sports des Îles Mariannes du Nord, à laquelle serait conviée les athlètes de la Micronésie. Une autre possibilité serait que ce sport soit soutenu par l'Autorité du tourisme des Mariannes, ce qui bénéficierait à la fois à la compétitivité des athlètes et ajouterait une attraction touristique.

## Nature des épreuves
Les épreuves définies pour les Jeux de la Micronésie de 1969 sont au nombre de cinq : la montée de cinq cocotiers consécutifs, le pelage de dix noix de coco, le lancer de lance sur objet flottant, la natation sur 400 m, la plongée à la recherche d'objets à une profondeur de 25 pieds (≈ 7,6 m).
Le contenu des épreuves, toujours au nombre de cinq pour les hommes, de quatre ou cinq pour les femmes selon que le pelage est distingué ou non du curage des noix de coco, n'est pas modifié. Seuls des points de détail dans les règles divergent selon la fantaisie des organisateurs. Ordinairement, chaque épreuve donne droit à un certain nombre de points — au maximum 20 — dégressifs en fonction de la place, chaque place n'étant séparée que d'un point. Originellement exclusivement masculine, cette discipline s'ouvre aux femmes aux Jeux de la Micronésie de 1994.
Lors des éditions de 2006, 2014 et 2018 de cette compétition, les épreuves sont,, :
- La première n'est pratiquée que par les hommes. Elle correspond en l'ascension et la descente successive de trois cocotiers jusqu'à une cloche fixée à 20 pieds (≈ 6 m) de hauteur.
- La deuxième épreuve consiste à réaliser le plus rapidement, pour les femmes, deux opérations : le pelage de dix noix de coco en utilisant seulement un pieu taillé en pointe, sans laisser de fibres autour de la coque, puis la découpe de cinq noix de coco avec un coupe-coupe suivi du curage de la chair des dix moitiés avec une lame métallique. Les hommes n'ont à pratiquer que le pelage.
- Pour la troisième épreuve, les participants courent sur dix mètres, plongent dans l'eau pour nager 100 pieds (≈ 30,5 m) puis reviennent en nageant puis en courant à leur point de départ. En 2014 et 2018, avant de faire demi-tour, ils doivent nager en apnée sous l'eau sur 25 pieds (≈ 7,6 m) et faire sonner une cloche fixée à une bouée.
- Le lancer de lance constitue la quatrième épreuve : chaque concurrent doit atteindre trois noix de coco disposées à 10, 15 et 20 pieds (≈ 3, 4,5 et 6 m) de distance pour les femmes, 10, 20 et 30 pieds (≈ 3, 6 et 9 m) de distance pour les hommes. Ils disposent d'un lancer d'essai préalablement à leurs trois lancers. La lance doit rester plantée dans le fruit.
- La cinquième épreuve est une plongée en apnée : chaque sportif doit récupérer un par un cinq objets à une profondeur de 10 à 15 pieds (≈ 3 à 4,5 m) pour les hommes, de 8 à 10 pieds (≈ 2,4 à 3 m) pour les femmes et les déposer dans un bateau. Le temps du concurrent est décompté à partir du moment où il plonge du bateau.

## Compétitions
Cette discipline sportive est au programme des Jeux de la Micronésie et de plusieurs compétitions nationales telles que les Pohnpei liberation day games à Pohnpei,,, les Belau national games à Palaos,.

## Palmarès des Jeux de la Micronésie
Lors des Jeux de la Micronésie de 1990, le Pohnpéien Mariano Gilmete pèle dix noix de coco en 48 secondes, performance jugée incroyable par Kurt Barnes,. Le second en termes de rapidité est le Pohnpéien Eugene Alfons, en 2014, avec 54,91 secondes,. Ce dernier est chez les hommes le recordman de victoires avec quatre titres consécutifs entre 2002 et 2014. Chez les femmes, la paluane Burang Skang a remporté à trois reprises la médaille d'or, en 1994, 1998 et 2006.
| Édition | Femmes                                                 | Femmes                                           | Femmes                  | Hommes                                                      | Hommes                                    | Hommes                          |
|         | Or                                                     | Argent                                           | Bronze                  | Or                                                          | Argent                                    | Bronze                          |
| 1969 ,. | /                                                      | /                                                | /                       | Katsushi Skang (Palaos)                                     | Paulus Kumingai ou Kumangai (Palaos)      | Peter Tuwun (Yap)               |
| 1990 ,  | /                                                      | /                                                | /                       | Mariano Gilmete Pohnpei                                     | Rosendo Skang Palaos                      | Becheisseichad Rekemesik Palaos |
| 1994 ,  | Burang Skang Palaos                                    | Lulita Belbei Palaos                             | Leonida Hatles Pohnpei  | Ngiratatatang Ldesel Palaos                                 | Rosendo Skang Palaos                      | Mariano Gilmete Pohnpei         |
| 1998 ,  | Burang Skang Palaos                                    | Melinda Olpet Pohnpei                            | Masumi Une Pohnpei      | Rembi Osomai ou Osomi Chuuk                                 | Jonah Henley Pohnpei Gerald Teblak Palaos | Todley Kilikun Kosrae           |
| 2002 ,  | Paloma Martin Pohnpei                                  | Senrina Hadley Pohnpei                           | Mary Rose Sekool Palaos | Eugene Alfons Moses Pohnpei                                 | Ioanis Araisang Pohnpei                   | Baldazar A. Paulino Kosrae      |
| 2006 ,  | Burang Skang Palaos                                    | Non attribuée à Jessica Blailes ou Blaiks Palaos | —                       | Eugene Alfons Moses Pohnpei                                 | Ati Ati Libokemto Îles Marshall           | Stalin Stanley Palaos           |
| 2010 ,  | Jessica Blailes ou Blaiks Palaos Julita Belibei Palaos | —                                                | —                       | Eugene Alfons Moses Pohnpei Ati Ati Libokemto Îles Marshall | Dougwin Franz Palaos                      | Joseph Roman Palaos             |
| 2014 ,  | Hadleen Ardos Pohnpei                                  | RayJean Gilmete Pohnpei                          | Joy Ngirngesis Palaos   | Eugene Alfons Moses Pohnpei                                 | Joseph Roman ou Ramon Palaos              | William Route Pohnpei           |
| 2018    | Roiolynn Jim Pohnpei                                   | Serleen Agrippa Pohnpei                          | Julita Belibei Palaos   | Jasper Ponapart Pohnpei                                     | Joseph Roman Palaos                       | Talley Hairens Pohnpei          |

## Note
1. ↑  K. Barnes attribue par erreur le titre à Burang Skang des Palaos alors qu'elle n'a pas participé à cette édition (Barnes 2013, p. 86)
2. ↑  La compétition ne comptant que deux participantes, le règlement ne prévoit que l'attribution de la médaille d'or.
3. 1 2  Les participants sont ex-æquo pour la médaille d'or comme l'indiquent les résultats officiels et contrairement à ce qu'écrit Mark Rabago.